# Eddie Southern
Silas Edward „Eddie” Southern (ur. 4 stycznia 1938 w Dallas, zm. 17 maja 2023 w Richardson) – amerykański lekkoatleta, specjalista biegu przez płotki, wicemistrz olimpijski z 1956.
Początkowo startował w biegach na 220 jardów i 440 jardów, ale później wyspecjalizował się w dystansach 400 metrów przez płotki i 440 jardów przez płotki.
Na igrzyskach olimpijskich w 1956 w Melbourne Southern zdobył srebrny medal w biegu na 400 metrów przez płotki, przegrywając z innym Amerykaninem Glennem Davisem.
Podczas igrzysk panamerykańskich w 1959 w Chicago zdobył srebrny medal w sztafecie 4 × 400 metrów.
Był mistrzem Stanów Zjednoczonych (AAU) w 1958 w biegu na 440 jardów, a w 1959 w biegu na 400 metrów, a także halowym mistrzem USA na 600 jardów w 1961. Zdobył również akademickie mistrzostwo Stanów Zjednoczonych (NCAA) w 1959 na 440 jardów. Ukończył studia na University of Texas at Austin.
Rekordy życiowe Southerna:
- bieg na 100 jardów – 9,5 s (1958)
- bieg na 400 metrów – 45,5 s (1958)
- bieg na 110 metrów przez płotki – 14,1 s (1957)
- bieg na 400 metrów przez płotki – 49,7 s (1956)